# Aad de Jong
Aadrianus Cornelis „Aad” de Jong (ur. 1 grudnia 1921 w Hadze, zm. 29 sierpnia 2003 w Zevenbergen) – holenderski piłkarz grający na pozycji obrońcy. W swojej karierze rozegrał 5 meczów w reprezentacji Holandii.

## Kariera klubowa
W swojej karierze piłkarskiej de Jong grał w klubie ADO Den Haag. Zadebiutował w nim w 1937 roku i grał w nim do 1955 roku. W sezonach 1941/1942 i 1942/1943 wywalczył z nim dwa tytuły mistrza Holandii.

## Kariera reprezentacyjna
W reprezentacji Holandii de Jong zadebiutował 12 listopada 1950 roku w przegranym 2:7 towarzyskim meczu z Belgią. W 1952 roku był w kadrze Holandii na igrzyska olimpijskie w Helsinkach. Od 1950 do 1952 roku rozegrał w kadrze narodowej 5 meczów.